# Nacistička eugenika
Nacistička eugenika (njem. Nationalsozialistische Rassenhygiene, »nacionalsocijalistička rasna higijena«) označava nacističku rasnu politiku koja je u središte ideologije postavljala po njima superiornu »arijsku rasu«. U Reichu je eugenika bila poznata pod sinonimom rasna higijena, a završetkom rata oba termina postepeno su potisnuta iz upotrebe te ih je zamijenio termin ljudska genetika (Humangenetik)
Istraživanja eugenike u Njemačkoj prije i za vrijeme nacističke vladavine bila su slična istraživanjima koja su provođena u Sjedinjenim Američkim Državama. Dolaskom Hitlera na vlast istraživanja eugenike financirala su se od strane države i velikih investitora koji su se željeli približiti samom Hitleru i vrhu nacističke stranke te su se stoga istraživanja koristila kako bi opravdala Hitlerovu rasnu politiku i doktrinu.
Osobe koje su bile mete nacističke rasne ideologije bili su tada punopravni članovi društva koji su radili i živjeli skupa s tzv. »arijevcima«. To su bili zatvorenici, invalidi, psihički bolesnici, epileptičari, osobe s manično depresivnim poremećajima, osobe s mišićnom distrofijom, gluhi i nijemi, homoseksualci i sl. Procjenjuje se kako je preko 400 000 osoba sterilizirano protiv vlastite volje, a preko 70 000 ljudi ubijeno je raznim otrovima (program eutanazije).

## Hitlerovi pogledi na eugeniku
Adolf Hitler čitao je o eugenici (»rasnoj higijeni«) još dok je bio zatvorenik u zatvoru Landsberg. Vjerovao je kako nacija postaje slabašna i zatrovana degenerativnim promjenama na ljudima.
Ideju u socijalnom darvinizmu Hitler je čuo čitajući austrijske novine tijekom 1920-tih godina. Teorija evolucije bila je tada općeprihvaćena teorija diljem Njemačke, ali do dolaska Hitlera nikad nije poprimila ni približno ekstreme interpretacije. U svojoj drugoj knjizi hvalio je Spartu te ju je ocijenio kao prvu nacionalističku državu na svijetu. Odobravao je spartansku eugeničku politiku prema djeci te u knjizi napisao ovako:
Spartu moramo smatrati kao prvu nacionalističku državu. Izlaganje bolesne, slabe i deformirane djece uništenju tisuću je puta humaniji potez nego bijedna ludost čuvanja najpatološkihij subjekata, i to pod svaku cijenu, te pritom uzimati živote stotina tisuća zdrave djece putem kontrole rađanja i abortusa kako bi se posljedično uzgojila vrsta degenerativnih ljudi opterećenih bolestima.

## Vanjske poveznice
- Etika korištenja zdravstvenih podataka iz nacističkih eksperimenata  Arhivirana inačica izvorne stranice od 13. ožujka 2016. (Wayback Machine) (engl.)
- Medicinski eksperimenti Holokausta i nacističke medicine (engl.)
- Nacistički rasni zakoni (engl.)
- Zakon o sterilizaciji u Njemačkoj (engl.)
- Muzej Povijesti - Nacistička eutanazija (engl.)
- Žrtve nacističke ere (engl.)
- Nacistička Medicina (engl.)
- Malo poznate činjenice... prije drugog svjetskog rata (engl.)